# 佐藤堅一
佐藤 堅一（さとう けんいち、1971年12月27日 - ）は日本の空手家、キックボクサー、総合格闘家。士道館ひばりヶ丘道場師範。静岡県静岡市出身。身長172cm。体重68.9kg。

## 来歴
添野義二が興した空手団体「士道館」に入門し、若虎寮（わかとらりょう）の寮生として修行してフルコンタクト空手・キックボクシングを会得し、マーシャルアーツ日本キックボクシング連盟のリングでプロ選手として出場を重ね、ライト級、スーパーライト級、ウェルター級の3階級制覇を成し遂げる。1997年のK-1東京ドーム大会で行われたフェザー級トーナメントでヤマノウチスグルにKOし勝ち決勝進出を果たすも、決勝で村浜武洋に敗れる。
1999年1月、風田陣に勝ち2階級制覇。1999年、小林聡に肘で耳を切り裂かれＴＫＯ負け。2000年1月、井上哲に判定ドロー。2000年4月、東金シャノンに判定負け。2001年1月、上原大助にKO勝ちで3階級制覇。2002年1月、水野健次にKO勝ち。
その後、MAキックのリングでキックボクシングと総合格闘技のMIXルールである「サムライルール」でも試合を行い、2002年にはパンクラスのリングで矢野卓見と対戦。序盤、スタンドでの打撃で矢野を追い込む場面があったが、三角絞めで逆転タップアウト負けを喫した。
現在は士道館ひばりヶ丘道場の師範として、後進の指導や、士道館主催の空手大会の運営などで活躍している。

## 戦績

### キックボクシング
| キックボクシング 戦績 | キックボクシング 戦績 | キックボクシング 戦績 | キックボクシング 戦績 | キックボクシング 戦績 | キックボクシング 戦績 | キックボクシング 戦績 |
| --------------------- | --------------------- | --------------------- | --------------------- | --------------------- | --------------------- | --------------------- |
|                       | (T)KO                 | 判定                  | その他                | 引き分け              | 無効試合              |                       |
|                       |                       |                       |                       |                       |                       |                       |
|                       |                       |                       |                       |                       |                       |                       |

| 勝敗 | 対戦相手                     | 試合結果                          | 大会名 | 開催年月日    |
| △    | 井上哲                       | 5R終了 判定0-0                    | 新・格闘技の祭典 | 2003年7月13日 |
| ×    | 西内太志郎                   | 3R 2:59 スリーパーホールド        | マーシャルアーツ日本キックボクシング連盟「EXPLOSION-1」（サムライルール）                                            | 2003年1月25日 |
| ×    | 阿部裕幸                     | 2ndStage 1R 1:13 腕ひしぎ十字固め | マーシャルアーツ日本キックボクシング連盟「『闘い続ける男たちパート2』」（サムライルール）                            | 2001年6月15日 |
| ×    | ナルチャイ・タニヤマ         | 5R終了 判定 0-2                   | マーシャルアーツ日本キックボクシング連盟「最強を求めて！世界制覇」                                                   | 2001年5月20日 |
| ○    | 上原大助                     | 5R 2:44 KO                        | マーシャルアーツ日本キックボクシング連盟「新春特別興行～戦い続ける男たち」                                           | 2001年1月27日 |
| ○    | 浅野将一                     | 3R 1:29 KO                        | マーシャルアーツ日本キックボクシング連盟「サムライ2000」（サムライルール ※キックボクシングと総合格闘技の混合ルール） | 2000年6月18日 |
| ×    | 東金シャノン                 | 5R終了 判定3-0                    | マーシャルアーツ日本キックボクシング連盟「東金ジム炎の7番勝負」                                                      | 2000年4月29日 |
| △    | 井上哲                       | 5R終了 判定1-0                    | マーシャルアーツ日本キックボクシング連盟「マッハ士道館・戦国シリーズ仁義なき戦いパート3」                            | 2000年1月30日 |
| △    | シティサック・トー・アヌソン | 5R終了 判定1-0                    | マーシャルアーツ日本キックボクシング連盟「マッハ士道館ドリームマッチ」                                               | 1998年6月26日 |

※この他多数キックの試合経験あり

### 総合格闘技
| 総合格闘技 戦績 | 総合格闘技 戦績 | 総合格闘技 戦績 | 総合格闘技 戦績 | 総合格闘技 戦績 | 総合格闘技 戦績 | 総合格闘技 戦績 |
| --------------- | --------------- | --------------- | --------------- | --------------- | --------------- | --------------- |
| 1 試合          | (T)KO           | 一本            | 判定            | その他          | 引き分け        | 無効試合        |
| 0 勝            | 0               | 0               | 0               | 0               | 0               | 0               |
| 1 敗            | 0               | 1               | 0               | 0               | 0               | 0               |

| 勝敗 | 対戦相手 | 試合結果         | 大会名                    | 開催年月日    |
| ×    | 矢野卓見 | 2R 0:55 三角絞め | PANCRASE 2002 SPIRIT TOUR | 2002年5月28日 |